# Egon Zandelin
Egon Ernst Zandelin, född 4 maj 1912 i Borrby, Kristianstads län, död 7 maj 2002 i Sollentuna kommun, Stockholms län, var en svensk skivproducent, gitarrkonstruktör och låtskrivare.

## Biografi
Egon Ernst Zandelin föddes 4 maj 1912 i Borrby, Kristianstads län. Han var son till handlanden Ernst Zandelin och Elin Maria Nilsson. Under sin uppväxt arbetade Zandelin som butiksbiträde. Han flyttade 1937 till Sollentuna och gifte sig 26 februari 1938 med Ingrid Nilsson. I Sollentuna grundade han skivbolaget Hemmets Härold. Han avled 7 maj 2002 i Sollentuna kommun, Stockholms län.

## Psalmer
- Gud, jag vet du allt kan göra, skriven 1956.[2]
- Har du riktigt tänkt på, skriven 1957.[2]
- Om av mångahanda ting, skriven 1957.[2]
- Om du möter många hinder, skriven 1958.[2]
- Lär mig, Jesus, ödmjuk vara, skriven 1963.[2]
- I de saligas land, musik skriven 1977.[2]

## Diskografi
- 1939 - Efter Avslutad Pilgrimsfärd/Skall Jag Någon Stjärna Finna?[9]

- 1940 - Endast Vackra Minnen/Snart Jag Skådar Min Frälsare[10]

- 1944 - gitarr-potpurri/Sköna Stad[11]

- Okänt år - Egon Zandelin Spelar Ters-Gitarr Spelar Variationer Av[12]